# 熊切あさ美
熊切 あさ美（くまきり あさみ、1980年〈昭和55年〉6月9日 - ）は、日本のマルチタレント、俳優、グラビアアイドル、プロ雀士。愛犬家、キックボクシング、トレーニングマニア他、多趣味。元「チェキッ娘」メンバーで20代の頃は「元祖崖っぷちアイドル」と呼ばれた。所属事務所はベリーベリープロダクション。本名同じ。

## 来歴
出生地は東京都杉並区。出生名は芸名と同じ熊切あさ美、名前の由来は「朝生まれて心も顔も綺麗になりますように」と両親が名付けた。ただ苗字の「熊切」のあとに「朝」が続くとキツイ印象があったため「あさ」だけひらがなとなった。その後静岡県浜松市、愛知県名古屋市、千葉県船橋市などに居住。父は大手保険会社で働いていたため転勤族で学校の転校を繰り返していた。
高校生時代から広末涼子に憧れ、女優志望で芸能界を目指す。CMオーディションを皮切りにオーディションを受け始める。アルバイトをしながらレッスンに通い、2年間でASAYANを含む48回のオーディションを受け続けた。
1998年、平成のおニャン子クラブ「チェキッ娘」デビュー。メンバーIDは006。月曜から金曜夕方「チェキッ娘」としてフジテレビ『DAIBAッテキ!!』にレギュラー出演。同年ポニーキャニオンより「抱きしめて」をリリース。「チェキッ娘」選抜メンバーの派生ユニット『METAMO』でセンターを飾り正統派アイドルとして大人気になる。
ユニット解散後「どんな仕事でもやる！」という必死な姿勢から「崖っぷちアイドル」と言われバラエティー番組でブレイク。
2006年、志村けん一座「志村魂」に出演し、女優としての幅を広げ、ドラマ・バラエティー番組で活躍。。
2010年、30歳を機に美容や健康に目覚め、自らプロデュースしたサプリを発売。キックボクシングや筋トレで体型をキープ。マラソンアドバイザーの資格も取得。
2015年・2019年・2024年と主演映画での演技の評価も高い。
2020年、16年ぶりの写真集「Bare Self」で2年で2回重版がかかるなど、堂々の第4次ブームをおこす。
2024年9月1日、芸能事務所ベリーベリープロダクションに移籍。
2025年3月22日、上木彩矢が作詞・プロデュースを手掛けた「大嫌いだけど　大好きな人」でソロ歌手としてデビュー。
現在は「じっくり聞いタロウ〜スター近況（秘）報告〜」（テレビ東京）や「いいものプレミアム」（フジテレビ）に出演中。

## 人物・特徴
- 趣味はモダンバレエ（4歳から習っていた）、ダイビング、トレーニング、キックボクシング、筋トレ、マラソン、激辛グルメ、麻雀（プロ雀士）、フラフープ[16]、英語・中国語勉強中。ワイン、料理（食べること）、ウォーキング（散歩）、山登り、日本舞踊、寺巡り[2]。ゴルフにも凝っている[17]。
- チェキッ娘で一緒だった加藤真由と生年月日が同じ。
- 日本プロ麻雀協会の第6期プロテストを受けプロ雀士の資格を取得。本人いわく「全く興味がなかった」という状態から約3か月の勉強を経ての資格取得だった[8]。資格ではさらに、『倶楽部クマキリ』（静岡第一テレビ）の収録において、スポーツカイトのインストラクターの資格を取得した[18][8]。この他に、ダイバーの資格も持っている[19]。日本ランニング協会が認定する「かけっこアドバイザー」（2022年）「ランニングアドバイザー」（2024年）「ウォーキングアドバイザー」（2025年）を取得したことを自身のSNSで報告[20]。
- 好きな言葉は『念ずれば花開く』[21]。
- 静岡県浜松市出身となってはいるが、父親の転勤が多く、そのため居住地は静岡県浜松市、愛知県名古屋市、千葉県船橋市など各地を転々としていた[22][2]。
- プロ野球は、セ・リーグは阪神ファン、パ・リーグは楽天ファン[9][23]。
- 元プロ野球選手の小山桂司とは幼馴染み[24]。
- 中学3年生の時まではいわゆる貧乳で、バストは64cmほどしかなかったが、高校に入学してすぐの1年間で85cmほどにまで胸が膨らんだ[25]。体育の授業で骨折したことでバレエが出来なくなって太り、その後、運動を再開したところ痩せたが胸だけそのまま残ったために胸が大きくなったとのこと[9]。
- 水着グラビアは2000年からしばらく休み、2006年12月9日発売の『BOMB』2007年1月号（学習研究社）では6年ぶりに水着グラビアを披露した。これは同年に日本テレビ系の『ミラクル☆シェイプ』において、膨れ上がっていたウエストをプロフィール通りに戻すことに成功したそのご褒美としてのものである[26][27]。
- 同じチェキッ娘メンバーの中でも、町田恵は今でも悩みのことなど色々な相談相手になるなどの親友である[28]。
- 愛犬家で、2006年に知り合いのブリーダーからトイプードルをプレゼントしてもらい、その後2011年と2013年に1匹ずつ増えて自宅に3匹のトイプードルがいる[29]が、2013年11月になって熊切本人が犬アレルギー持ちであることがわかった[30]。
- 2014年にノーベル物理学賞を受賞した電子工学者の天野浩は、同じ小学校（浜松市立広沢小学校）の先輩にあたる[31][32]。
- 近年、地元の浜松に友人と一緒にワインバーをオープンした。時間に余裕があれば自分の店に行くようにしているという[33]。
- 40歳を過ぎてからもトレーニングジムに通ってボクササイズで身体を鍛え、体型維持に努めている[9]。

## 出演

### レギュラー
テレビ
- 待機!無理スカポリス（KawaiianTV、テレビ埼玉） - #25（2018年5月25日初回放送）よりレギュラー出演
- じっくり聞いタロウ〜スター近況（秘）報告〜（テレビ東京） - 週替わりMC枠で準レギュラー
- スポテイナーJAPAN（2020年10月27日 - 、テレビ朝日）

ラジオ
- 北方謙三原作 ネオラジオドラマ 三国志（文化放送、2021年10月3日 - ）

### 過去のレギュラー
テレビ
- アドレな!ガレッジ（テレビ朝日系）
- 東京天使（フジテレビ）
- 今ウレランキング（静岡第一テレビ）
- セレブクマキリ（静岡第一テレビ）
- 倶楽部クマキリ（静岡第一テレビ）
- 快感・ここでる倶楽部（テレビ神奈川）毎週（水） 25:45〜26:15、（福島放送）毎週（水） 25:25〜25:55、（山梨放送）毎週（月） 25:40〜26:10
- ぶったま!（関西テレビ） - 2009年3月まで
- ラジかるッ（日本テレビ） - 木曜日準レギュラー（2007年10月 - 2008年3月）
- ネヅクマといっしょ。（静岡第一テレビ） - 2010年7月10日 - 2012年4月28日
- モロミエ（静岡第一テレビ） - 2012年5月5日 -

ラジオ
- Jリーグ totoゴール・フラッシュ!（2001年10月 - 2002年3月、ニッポン放送）
- ハイパーナイト・ペナルティのゴックンでございます（2007年10月 - 2009年3月（アシスタント）、CBCラジオ（中部日本放送））
- くまきりあさ美のハッピーCome On!（2009年11月15日 - 2010年9月12日、SBSラジオ）
- クマのち晴れ。（SBSラジオ） - 2010年10月9日 - 2012年9月　毎週土曜日19:30〜19:45 → 2011年4月から毎週土曜日18:45〜19:00
- ほろ酔い!クマキリ（ラジオ大阪） - 2016年5月17日 - 11月8日

### テレビ出演歴

#### バラエティ ほか
- アッコとマチャミの新型テレビ（福岡放送制作・日本テレビ系）
- さまぁ〜ずと優香の怪しい××貸しちゃうのかよ!!（テレビ朝日）

仕事に恵まれていなかった頃『アイドルVSキャバクラ嬢』の企画に、目を線で隠され『K・A』というイニシャルで出演。本人の“がけっぷちエピソード”の一つとなっている。
- 不幸の法則（日本テレビ系）
- 志村けんの南国美女探し（テレビ朝日）
- B.C.ビューティー・コロシアム（フジテレビ系）
- 第2回 POKER JAPAN GP[34]（GyaO）
- オジサンズ11（2008年4月以降『オバカーズ』のメンバーとして出演、日本テレビ系）
- 今夜もドル箱!!S（テレビ東京）
- スタードラフト会議（2013年、日本テレビ）
- 有吉反省会（2013年、日本テレビ）
- 踊る!さんま御殿!!（2013年、日本テレビ）
- ダウンタウンDX（2013年、読売テレビ制作、日本テレビ系）
- 解決!ナイナイアンサー（2013年、日本テレビ）
- そこまで言って委員会NP（2016年2月7日、ytv）
- おじゃMAP!!（2015年、フジテレビ）
- いいものプレミアム（フジテレビ）
- 太川蛭子の旅バラ（テレビ東京）

ほか

#### ドラマ
- 塩カルビ（2002年、テレビ神奈川）
- スカイハイ（2003年、テレビ朝日系）
- ドラバラ鈴井の巣 第7回「なんてったってアイドル!」（2004年、北海道テレビ）
- 翼の折れた天使たち 第4夜「商品」（2007年、フジテレビ系） - ミホ 役
- 全開ガール 第3話（2011年、フジテレビ系）
- 魔術はささやく（2011年、フジテレビ系） - 看護師 役
- デカ 黒川鈴木 第2話(2012年、日本テレビ系) - レストラン店員西田智子 役
- お助け屋☆陣八 第9話（2013年、読売テレビ制作・日本テレビ系） - 中村理沙 役

### 映画
- 猫目小僧（2006年） - 弘子 役
- ロボゲイシャ（2009年）
- 歌舞伎町はいすくーる(2014年)　-　鵙古美優瑠 役
- ラブストーリーズ2 「再会 禁じられた大人の恋」（2016年） - 主演・小田嶋由美子 役[10]
- 東京ボーイズコレクション　エピソード1(2017年)
- 笑顔の向こうに（2019年2月15日公開）
- 悪い女はよく稼ぐ（2019年6月8日公開、ピープス） - 原口美和 役
- 影に抱かれて眠れ（2019年9月6日公開） - 小島たき子 役
- 愚か者のブルース（2022年11月18日公開） - タマコ 役[35]

### 舞台
- ピヴォ☆ガール （2005年12月30日-31日、2006年1月9日　池袋サンシャイン劇場） ※XANADU loves NHCの日に出演
- 志村魂 （2006年4月6日-4月20日、東京芸術劇場／2006年4月22日-4月30日、中日劇場）
- 志村魂4 （2009年7月4日 - 7月12日、天王洲 銀河劇場／2009年7月18日 - 7月31日、中日劇場）
- だいすきらいっ（2010年3月12日 - 3月14日、下北沢小劇場『楽園』）- メルヘル（第1幕「悪魔のささやき 天使のぼやき」）、マリ（第4幕「眼前の迷子」・第6幕「眼前の待ち人」）、池島ひろみ（第7幕「ある小説家の幸せな憂鬱」）各役
- この満点の空の下（2010年5月27日 - 5月30日、ムーブ町屋ホール）- 坂井琴音 役
- 改訂版!!そして龍馬は殺された（2010年11月18日 - 11月23日、新宿・シアターサンモール）- お竜 役
- 23分後 -THE WORLD 23 MINUTES LATER-（2011年1月15日 - 1月23日、吉祥寺シアター）- 清川いずみ 役
- パイナップルゴーストホテル（2011年4月20日 - 4月25日、王子小劇場）- 田中有紀美 役
- 次郎長なが〜い目で見てください（2012年2月7日 - 11日、東京俳優座劇場、14日 - 15日、博多パピヨン24ガスホール、17日 - 19日、岡山後楽座）- おしま 役
- 裏の木戸は開いている（2012年4月19日 - 22日、座・高円寺2、原作：山本周五郎、劇団ユビキタス・アジェンダ第2回公演）- お松 役
- 幕末ノ丘 吐き気がするほどハードボイルド（2013年4月10日 - 14日、東京俳優座劇場、神田時来組）- 朝日 役
- 大改訂版!!そして龍馬は殺された（2016年4月27日 - 5月1日、東京俳優座劇場　劇団時来組）- お竜 役
- 志士たち（2018年12月5日 - 12月9日、東京俳優座劇場　神田時来組）- お竜 役
- 龍馬が翔ぶ（2022年12月14日 - 12月18日、東京俳優座劇場　神田時来組）- お竜 役

## 作品

### 写真集
- Love Me!（1999年11月25日、ソフトガレージ、撮影：木村智哉）ISBN 978-4921068431[36]
- PINCH!（2002年11月10日、ワニマガジン社、撮影：木村智哉）ISBN 4-8982-9861-3[37]
- Trouble（2002年12月1日、音楽専科社、撮影：木村智哉）ISBN 978-4872791228
- Asamix（2003年3月1日、エッジ、撮影：鯨井康雄）ISBN 978-4921159535
- ガケっぷち（2004年8月、ワニブックス、撮影：小塚毅之）ISBN 978-4847028182
- Bare Self（2020年6月17日、双葉社、撮影：橋本雅司）ISBN 978-4575315554
- 蜜の香り （2021年12月25日、彩文館出版、撮影：高橋慶佑）ISBN 978-4-7756-0645-2
- 燦々（2022年12月22日、双葉社、撮影：舞山秀一 ）ISBN 978-4-575-31773-2

### デジタル写真集
- ピラミッドLADIES 艶めきの金字塔（2021年4月5日、小学館、撮影：藤本和典）- 同じ事務所に所属する熊田曜子、塩地美澄と共演[38]。
- 愛の不死鳥（2021年4月5日、小学館、撮影：藤本和典）
- ピラミッドLADIES 美のトライアングル（2022年1月4日、小学館、撮影：藤本和典）- 同じ事務所に所属する熊田曜子、塩地美澄と共演[39]。
- 艶めいて不死鳥（2022年1月10日、小学館、撮影：藤本和典）
- ASAMI MODE Ripe fruit-like sun Extra edition（2022年3月18日、CielazurLivres）

### イメージビデオ
- na・i・sho（2000年2月、ポニーキャニオン）
- Final Beauty（2000年12月、竹書房）
- DEEP BLUE（2001年7月、ポニーキャニオン）
- Limit（2002年11月、h.m.p）
- 流れくノ一伝説独眼流秘譚・白粉彫りの女（2003年2月、エッジ）
- LEGEND（2004年3月、エッジ）
- Silky Collection「Se-女!2」（2005年1月、イーネット・フロンティア）
- 麻雀技塾（2007年10月、セガ）
- 禁断の女子刑務所（2010年5月、GPミュージアムソフト）
- 記憶 mind（2010年11月、イーネット・フロンティア）
- 再恋（2020年7月17日、双葉社）
- 一緒に住みたい（2022年7月22日、竹書房）[40]

### 配信シングル
- 大嫌いだけど 大好きな人（2025年3月22日）[14][15][41]

## 連載
- 週刊大衆 連載『熊切あさ美 今夜も家飲みで♡』（2020年11月16日号から）